# Angelika Hoerle

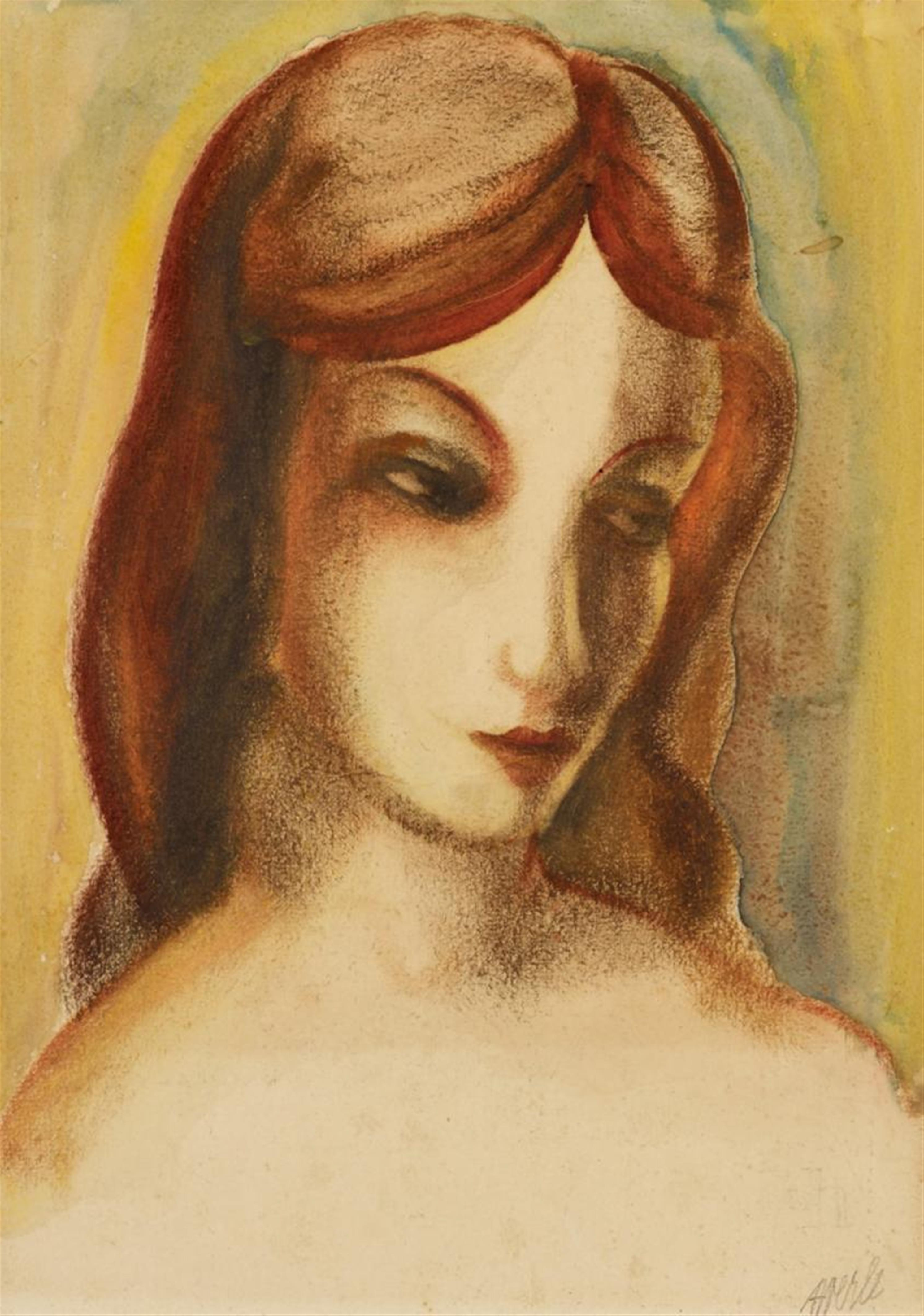
Heinrich Hoerle: Porträt Angelika Hoerle

Margaretha Angelika Hoerle, geborene Fick, (* 20. November 1899 in Köln; † 7. September 1923 ebenda) war eine deutsche avantgardistische Malerin und Grafikerin der frühen 1920er Jahre. Sie gehörte der Kölner Dada-Gruppe „Stupid“ an.

## Leben und Werk

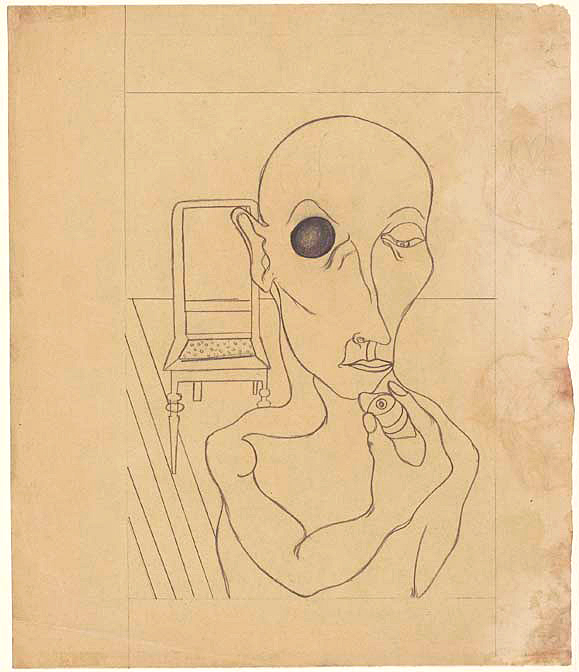
Angelika Hoerle: Mann mit Auge entfernt, Handzeichnung, 1921. Fick-Eggert
Collection, Art Gallery of Ontario

Margaretha Angelika Fick Hoerle war Tochter des Möbelschreiners Richard A. M. Fick und seiner Frau Anna Maria (geb. Kraft). Mit ihren Eltern und ihren Geschwistern Maria, Richard und dem späteren Maler Willy Fick wohnte sie am Krefelder Wall 16 in Köln. Sie nahm an den regelmäßigen Kammermusik-Abenden und Gesprächskreisen ihrer Familie teil und kam dadurch bereits früh mit der Kultur- und Kunstszene ihrer Heimatstadt in Berührung.
Nach ihrer Schulzeit nahm sie eine Lehrstelle als Modistin an und bildete sich gleichzeitig als Autodidaktin künstlerisch weiter. Ende 1916 lernte sie den aufstrebenden Maler Heinrich Hoerle (1895–1936) kennen, den sie 1919 gegen den Willen ihrer Familie heiratete. Mit ihrem Ehemann bezog sie eine Wohnung in der Bachemer Straße 243 in Köln-Lindenthal, die zum „dadaheim“ wurde. Dieses diente als Verlagsadresse für den Schloemilch-Verlag, der die internationale dadaistische Zeitschrift Die Schammade und Max Ernsts Lithografien-Mappe Fiat Modes herausbrachte, galt aber auch als beliebter Versammlungsort der Kölner Dadaisten.
Die persönliche Erfahrung des Weltkriegs und die Begegnung mit Not und Elend im Nachkriegsdeutschland – ihr Bruder Richard kehrte schwer verwundet und unheilbar aus dem Krieg nach Hause – brachte Angelika Hoerle auf die Seite der revolutionären Künstler. 1919 war Hans Arp aus Zürich, wo er mit Hugo Ball und Richard Huelsenbeck die dadaistische Bewegung gegründet hatte, nach Köln gekommen. Er nahm Kontakt zu Max Ernst und Johannes Theodor Baargeld auf und rief mit ihnen die Kölner Dada-Gruppe „Stupid“ ins Leben, der sich Angelika und Heinrich Hoerle, Anton und Martha Räderscheidt, Franz Wilhelm Seiwert und ihr Bruder Willy Fick anschlossen. Sie und ihre Freunde betrachteten die Gruppe Stupid als sozialrevolutionäres Projekt. Angelika Hoerles Beitritt führte endgültig zum Bruch mit ihrem Vater.
Mit ihren subtilen Zeichnungen fand sie rasch Aufmerksamkeit, mit ihren surrealen Porträts (Mann mit Auge entfernt, 1921, Fick-Eggert Collection, Art Gallery of Ontario), ihren Stillleben und Druckgrafiken hatte sie Erfolg. 1919 arbeitete sie – zusammen mit Seiwert – an der Linolschnitt-Mappe Lebendige mit, die Porträtdarstellungen politischer Martyrer enthielt und steuerte Porträts der ermordeten Revolutionäre Jean Jaurès und Eugen Leviné bei. 1920 wandte sie sich zusammen mit ihrem Ehemann der sozialkritisch-konstruktivistischen Stilrichtung Franz Wilhelm Seiwerts zu; an der Ausstellung DADA-Vorfrühling im „Brauhaus Winter“ in Köln im April 1920 nahmen sie und ihr Mann nicht mehr teil. Bei Besuchen in Simonskall knüpfte sie Kontakte zur Kalltalgemeinschaft.
1922 erkrankte Hoerle an Tuberkulose. Als ihr Mann sie aus Angst vor Ansteckung verließ, wurde sie wieder – durch Vermittlung ihres Bruders Willy – von ihrer Familie aufgenommen; ihr Vater fand sich erst kurz vor ihrem Tod zur Versöhnung bereit. Angelika Hoerle starb 1923 im Alter von 23 Jahren in der elterlichen Wohnung am Krefelder Wall. Sie wurde auf dem Kölner Westfriedhof beigesetzt, das Grab existiert nicht mehr.
Ihr Editionsprojekt ABC-Bilderbuch (Lampe, Vogel, Fisch, Haus) konnte sie nicht mehr fertigstellen. In der Zeit des Nationalsozialismus versteckte ihr Bruder Willy ihr Werk von 35 erhaltenen Arbeiten. Dieses wurde 1967 von der Kuratorin und Großnichte der Künstlerin Angie Littlefield im Gartenhaus Willy Ficks in Köln-Vogelsang wiederentdeckt.

## Ausstellungen
- 2008: Junkerhaus Simonskall, Hürtgenwald, Experiment Kalltalgemeinschaft 1919–1921 – Die Kölner Progressiven in Simonskall
- 2009: Gallery of Ontario, Toronto, Angelika Hoerle: The Comet of Cologne Dada Art
- 2009: Museum Ludwig, Köln, Angelika Hoerle: Komet der Kölner Avantgarde